# Festivalul Internațional de Film Fantastic de la Avoriaz din 1979
Festivalul Internațional de Film Fantastic de la Avoriaz din 1979 (în franceză Festival international du film fantastique d'Avoriaz 1979) a fost a șaptea ediție a Festivalului Internațional de Film Fantastic de la Avoriaz. A avut loc în Alpii francezi (în stațiunea Avoriaz) în ianuarie 1979.
Filmul Patrick regizat de Richard Franklin a primit Marele premiu (Grand prix) al festivalului.

## Juriu
- Roger Corman (președinte)
- Theo Angelopoulos
- Agostina Belli
- David Carradine
- François Chalais
- Georges Conchon
- Anna Karina
- Michael Lonsdale
- Jean-Marie Périer
- Jorge Semprún
- Yvaral

## Selecție

### În competiție
- Le Faiseur d'épouvantes (The Manitou) de William Girdler ( Canada /  Statele Unite ale Americii)
- Galactica : La Bataille de l'espace (Battlestar Galactica) de Richard Colla ( Statele Unite ale Americii)
- La Nuit des masques de John Carpenter ( Statele Unite ale Americii)
- L'Invasion des profanateurs (Invasion of the Body Snatchers) de Philip Kaufman ( Statele Unite ale Americii)
- Long Weekend de Colin Eggleston ( Australia)
- Les monstres sont toujours vivants (It Lives Again) de Larry Cohen ( Statele Unite ale Americii)
- La Nuit, un rôdeur (The Night, The Prowler) de Jim Sharman ( Australia)
- Patrick de Richard Franklin ( Australia)
- Phantasm de Don Coscarelli ( Statele Unite ale Americii)
- Plague de Ed Hunt ( Canada)
- Le Piège (Tourist Trap) de David Schmoeller ( Statele Unite ale Americii)

### În afara competiției
- Nosferatu, fantôme de la nuit (Nosferatu : Phantom der Nacht) de Werner Herzog ( RFG /  Franța)
- Roger Corman : Hollywood's wild angel de Christian Blackwood (documentar) ( Regatul Unit /  Statele Unite ale Americii)

## Premii
- Marele premiu (Grand prix): Patrick de Richard Franklin
- Premiul special al juriului (Prix spécial du jury): Phantasm de Don Coscarelli
- Mențiune specială: La Nuit, un rôdeur de Jim Sharman
- Premiul criticii (Prix de la critique): La Nuit des masques de John Carpenter
- Antenne d'or: Long Weekend de Colin Eggleston și L'Invasion des profanateurs de Philip Kaufman